# Плазменная активация
Плазменная активация — обработка поверхности плазмой (как правило, с небольшим количеством кислорода) для образования свободных радикалов на обрабатываемой поверхности с целью формирования химически активного поверхностного слоя.
Применяется с целью очистки и улучшения свойств поверхности для дальнейших технологических операций.
Как правило, сочетается с плазменным нагревом и ионной обработкой за счёт подачи отрицательного потенциала смещения на обрабатываемую поверхность. Если поверхность проводящая, используется постоянное или импульсное смещение, в противном случае — высокочастотное, обеспечивающее отрицательное автосмещение.
При вакуумно-дуговом нанесении покрытий плазменная активация производится перед началом нанесения покрытия в плазме наносимого материала путём подачи отрицательного потенциала на обрабатываемую поверхность. При достаточной величине потенциала смещения обеспечивают превышение скорости ионного распыления материала подложки над скоростью осаждения наносимого материала. То есть происходит распыление поверхности подложки, удаление адсорбированных атомов, образование поверхностных радикалов.
При нанесении покрытий методом магнетронного распыления для плазменной активации, как правило, используются специализированные ионные источники или источники плазмы.